# Sporophile petit-louis
Sporophila minuta
Espèce
Statut de conservation UICN

 LC  : Préoccupation mineure
Le Sporophile petit-louis (Sporophila minuta), également appelé sporophile à ventre roux, est une espèce d'oiseau de la famille des Thraupidae. En Guyane, on l'appelle aussi "Lorti".

## Description
Appelée "Lorti rouge et gris", cette espèce présente un dimorphisme sexuel : la femelle reste "grise" tandis que le mâle adulte devient "rouge et gris". Il est à distinguer du "Lorti rouge et bleu" qui correspond en fait au sporophile à ventre châtain. 

## Répartition
Son aire s'étend le long de la côte ouest du Mexique (Nayarit) jusqu'à l'État de Pará (Brésil).

## Alimentation
Cette espèce d'oiseau, comme son confrère le Sporophile curio, est un granivore.

## Captivité
Cet oiseau est réputé par les amateurs d'oiseaux pour son chant, en Guyane en particulier. Il s'apprivoise bien et se reproduit assez facilement. 